# Plewno
Plewno – (niem. Julienhof) wieś w Polsce położona w województwie kujawsko-pomorskim, w powiecie świeckim, w gminie Bukowiec.
W latach 1975–1998 miejscowość administracyjnie należała do województwa bydgoskiego. Według Narodowego Spisu Powszechnego (III 2011 r.) liczyła 502 mieszkańców. Jest trzecią co do wielkości miejscowością gminy Bukowiec.